# Mario Capecchi

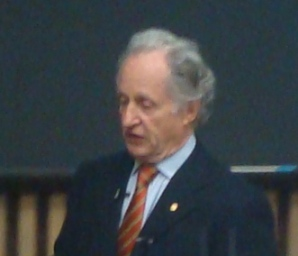
Mario Capecchi

Mario Renato Capecchi (Verona, Itàlia 1937) és un genetista nord-americà d'origen italià que fou guardonat amb el Premi Nobel de Medicina o Fisiologia l'any 2007.

## Biografia
Va néixer el 6 d'octubre de 1937 a la ciutat de Verona, població situada a la regió italiana del Vèneto, fill de pare italià, que s'allistà en les forces italianes que combatien a l'Àfrica, i mare nord-americana que passà part de la Segona Guerra Mundial reclosa al camp de concentració nazi de Dachau deixant el nen a càrrec d'una família de pagesos. Acabats els diners de la família de pagesos, Capecchi fou abandonat al carrer on sobrevisqué amb grups de delinqüents juvenils. L'any 1944 es traslladà amb la seva família als Estats Units d'Amèrica, país en el qual es llicencià el 1961 en física i química al Antioch College d'Ohio. L'any 1967 realitzà el seu doctorat de biofísica a la Universitat Harvard sota la supervisió de James D. Watson.
Interessat en la docència fou professor de bioquímica a Harvard entre 1971 i 1988, moment en el qual va esdevenir investigador de l'Institut Mèdic Howard Hughes. Actualment és professor de genètica i biologia a l'escola de medicina de la Universitat de Utah.

## Recerca científica
Conegut mundialment per la seva recerca pionera sobre la genètica de les cèl·lules mare del ratolins aconseguí desenvolupar la transgenètica mitjançant la clonació i la modificació genètica. Aquest treball fou realitzat, de forma conjunta, amb Martin Evans i Oliver Smithies, amb els quals compartí el Premi Nobel de Medicina o Fisiologia l'any 2007.